# Cratere Vashakidze
Vashakidze è un cratere lunare di 44,99 km situato nella parte nord-occidentale della faccia nascosta della Luna.